# Хілоцький район
Хіло́цький район (рос. Хилокский район) — район у складі Забайкальського краю Російської Федерації.
Адміністративний центр — місто Хілок.

## Населення
Населення — 27947 осіб (2019; 31760 в 2010, 33434 у 2002).

## Адміністративний поділ
Район адміністративно поділяється на 2 міських та 10 сільських поселень:
| Поселення                           | Площа, км² | Населення, осіб (2002) | Населення, осіб (2010) | Населення, осіб (2019) | Центр         | Населені пункти |
| ----------------------------------- | ---------- | ---------------------- | ---------------------- | ---------------------- | ------------- | --------------- |
| Могзонське міське поселення         | 116,10     | 4517                   | 3908                   | 3428                   | Могзон        | 3               |
| Хілоцьке міське поселення           | 170,18     | 11174                  | 11616                  | 10551                  | Хілок         | 3               |
| Бадинське сільське поселення        | 921,11     | 5927                   | 5164                   | 4213                   | Бада          | 5               |
| Глинкинське сільське поселення      | 7,70       | 419                    | 284                    | 240                    | Глинка        | 1               |
| Енгороцьке сільське поселення       | 16,29      | 217                    | 171                    | 138                    | Енгорок       | 1               |
| Жипхегенське сільське поселення     | 13,71      | 1332                   | 1286                   | 1155                   | Жипхеген      | 1               |
| Закультинське сільське поселення    | 13,77      | 887                    | 828                    | 704                    | Закульта      | 4               |
| Ліньово-Озерське сільське поселення | 45,42      | 3571                   | 3161                   | 2731                   | Ліньово Озеро | 2               |
| Укуріцьке сільське поселення        | 28,01      | 150                    | 155                    | 119                    | Укурік        | 1               |
| Харагунське сільське поселення      | 37,37      | 2967                   | 3008                   | 2743                   | Харагун       | 7               |
| Хілогосонське сільське поселення    | 13,12      | 242                    | 243                    | 219                    | Хілогосон     | 2               |
| Хушенгинське сільське поселення     | 1708,73    | 2031                   | 1936                   | 1706                   | Хушенга       | 2               |

## Найбільші населені пункти
| №  | Населений пункт | Населення, осіб (2002) | Населення, осіб (2010) |
| -- | --------------- | ---------------------- | ---------------------- |
| 1  | Хілок           | 11152                  | 11539                  |
| 2  | Бада            | 5382                   | 4687                   |
| 3  | Могзон          | 4455                   | 3856                   |
| 4  | Харагун         | 2721                   | 2800                   |
| 5  | Ліньово Озеро   | 2655                   | 2367                   |
| 6  | Хушенга         | 1858                   | 1770                   |
| 7  | Жипхеген        | 1332                   | 1286                   |
| 8  | Гиршелун        | 916                    | 794                    |
| 9  | Закульта        | 509                    | 473                    |
| 10 | Глинка          | 419                    | 284                    |